# Dasineura artemisiae
Dasineura artemisiae är en tvåvingeart som först beskrevs av Rubsaamen 1916.  Dasineura artemisiae ingår i släktet Dasineura och familjen gallmyggor. Inga underarter finns listade i Catalogue of Life.